# Bulgarije op de Olympische Zomerspelen 1928
Bulgarije nam deel aan de Olympische Zomerspelen 1928 in Amsterdam, Nederland. Er werden geen medailles gewonnen.

## Deelnemers en resultaten

### Paardensport
| Olympiër                                    | Discipline  | Resultaat | Prestatie                                                             |
| Dressuur                                    | Dressuur    | Dressuur  | Dressuur                                                              |
| ------------------------------------------- | ----------- | --------- | --------------------------------------------------------------------- |
| Vladimir Stoychev                           | individueel | 18e       | 200,76 punten                                                         |
| Eventing                                    |             |           |                                                                       |
| Krum Lekarski                               | individueel | DNF       | dressuur: 7de met 222,02 punten crosscountry: gediskwalificeerd       |
| Todor Semov                                 | individueel | DNF       | dressuur: 9de met 221,78 punten crosscountry: 34ste met 247,0 punten  |
| Vladimir Stoychev                           | individueel | DNF       | dressuur: 12de met 215,88 punten crosscountry: 33ste met 647,5 punten |
| Krum Lekarski Todor Semov Vladimir Stoychev | team        | 14e       | dressuur: 3de met 659,68 punten crosscountry: niet gefinisht          |

### Schermen
| Olympiër        | Discipline | Resultaat | Prestatie                                    |
| --------------- | ---------- | --------- | -------------------------------------------- |
| Dimitar Vasilev | degen (m)  | 48e       | 1ste ronde groep F: 8ste met 2 overwinningen |
| Asen Lekarski   | sabel (m)  | 41e       | 1ste ronde groep F: 6de met 0 overwinningen  |
| Dimitar Vasilev | sabel (m)  | 25e       | 1ste ronde groep D: 4de met 2 overwinningen  |

Argentinië · Australië · België · Brits-Indië · Bulgarije · Canada · Chili · Cuba · Denemarken · Duitsland · Egypte · Estland · Filipijnen · Finland · Frankrijk · Griekenland · Groot-Brittannië · Haïti · Hongarije · Ierland · Italië · Japan · Joegoslavië · Letland · Litouwen · Luxemburg · Malta · Mexico · Monaco · Nederland · Nieuw-Zeeland · Noorwegen · Oostenrijk · Panama · Polen · Portugal · Roemenië · Spanje · Tsjecho-Slowakije · Turkije · Uruguay · Verenigde Staten · Zuid-Afrika · Zuid-Rhodesië · Zweden · Zwitserland